# Diplazium subobliquatum
Diplazium subobliquatum är en majbräkenväxtart som beskrevs av Eduard Rosenstock.
Diplazium subobliquatum ingår i släktet Diplazium och familjen Athyriaceae. Inga underarter finns listade i Catalogue of Life.